# Tablica pritožb Ea-nasirju
Tablica pritožb Ea-nāṣirju (UET V 81) je glinena tablica, napisana okrog 1750 pr. n. št., ki je bila poslana v mesto Ur. Na tablici je zapisana pritožba stranke z imenom Nanni trgovcu Ea-nasirju. Napisana je v akadskem klinopisu in velja za najstarejšo znano pisno pritožbo. Artefakt je trenutno shranjen v Britanskem muzeju. Tablica je postala tudi internetni fenomen.

## Opis
Tablica je visoka 11,6 cm, 5 cm široka in debela 2,6 cm. Ob robovih je rahlo poškodovana.

## Vsebina
Ea-nasir je odpotoval v Dilmun, da bi kupil baker, in se vrnil, da bi ga prodal v Mezopotamiji. Ob neki priložnosti se je strinjal, da bo Nanniju prodal bakrene ingote. Nanni je za dokončanje transakcije poslal svojega služabnika z denarjem. Nanni je menil, da baker ni kvaliteten, in ga ni sprejel.
V odgovor je Nanni ustvaril glineno tablico za Ea-nasirja. Na njem je napisana pritožba Ea-nasirju glede dostave bakra nepravilnega kakovostnega razreda in težav z drugo dostavo. Nanni se je tudi pritožil, da so bili do njegovega služabnika (ki je opravljal transakcijo) ravnali nesramno. Navedel je, da v času pisanja tablice bakra ni sprejel, je pa plačal denar zanj.

## Odkritje
Tablico je odkril in pridobil sir Leonard Woolley, ki je med leti 1922 in 1934 vodil skupno ekspedicijo Univerze v Pensilvaniji in Britanskega muzeja v sumerskem mestu Ur.

## Druge tablice
V ruševinah na najdišču, za katerega se domneva, da so ostanki Ea-nasirjevega prebivališča, so našli še druge tablice. Ti vključujejo sporočilo Arbiturama, ki se je pritožil, da še ni prejel svojega bakra, medtem ko je drugi pravil, da je mu je dovolj prejemanja slabega bakra.